# Okrouhlá (okres Česká Lípa)
Okrouhlá (něm. Schaiba) je obec v okrese Česká Lípa v Libereckém kraji, asi 1 km SZ od Nového Boru, v nadmořské výšce 385 metrů. Žije zde 593 obyvatel.

## Historie obce
Obec vznikla v údolí Skalického potoka za tak zvané druhé kolonizace, počátkem 16. století. První datovaný zápis názvu obce, totiž „ves a les jménem Scheibe“ pochází z roku 1543. Ves je sice na dohled Nového Boru, ale patřila k vzdálenému panství novozámeckému (Nový zámek se dnes jmenuje zámek Zahrádky). Mezi majiteli byli Anna ze Salhausenu, páni z Vartemberka a Albrechtovi z Valdštejna. Po slavném, leč nenasytném vojevůdci, zavražděném v Chebu v 1634 připadla moravské větvi Kouniců, kteří Okrouhlou vlastnili až do 20. století.
Dne 25. dubna 2018 bylo schváleno usnesením výboru pro vědu, vzdělání, kulturu, mládež a tělovýchovu udělení znaku a vlajky obce.

## Pamětihodnosti

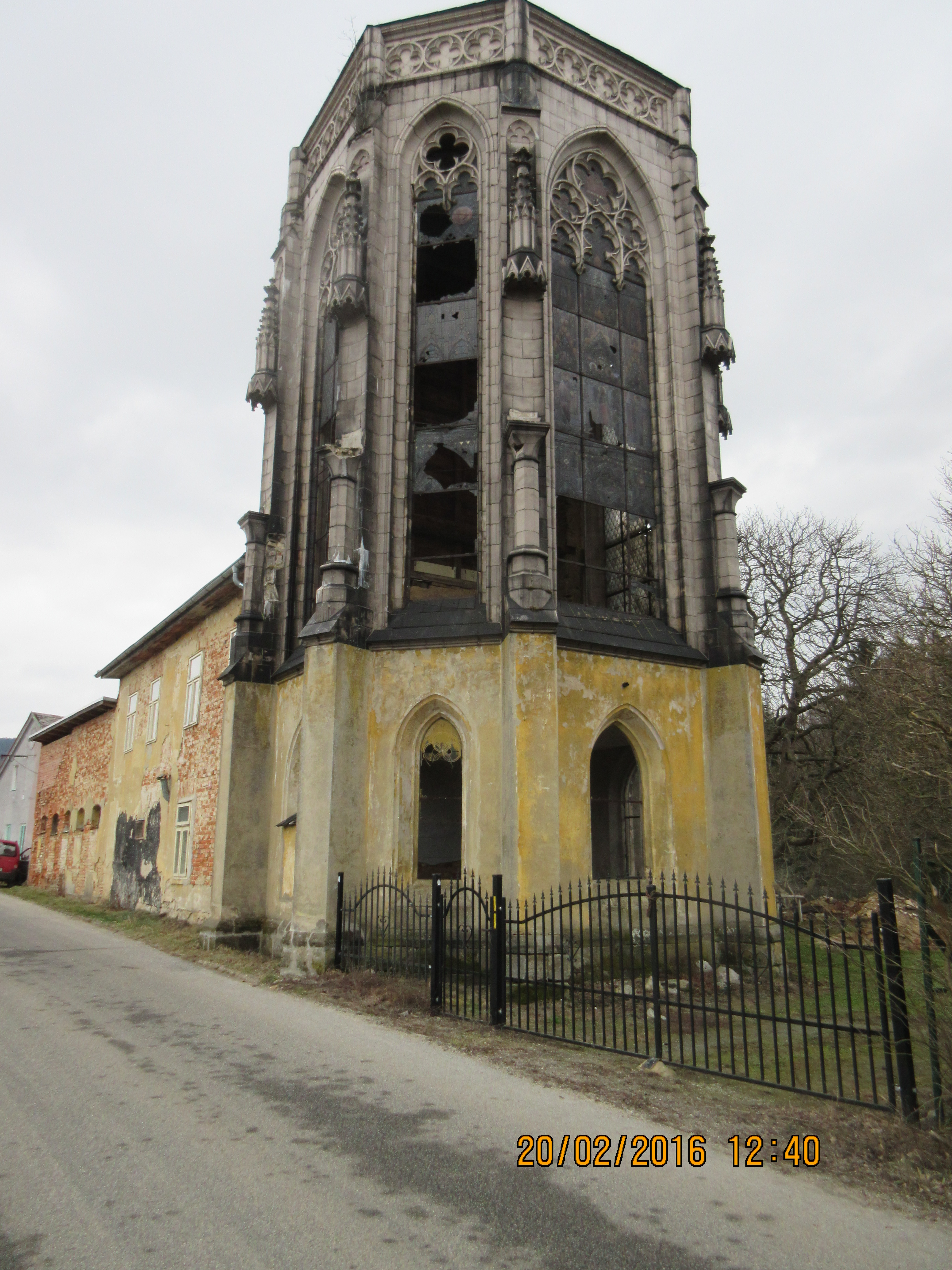
Vzorkovna vitráží

Výroba a zušlechťování skla se staly pro Okrouhlou tradičním vývozním artiklem. Úspěšný podnikatel, majitel malírny skla a zhotovitel chrámových oken i pro císařský dvůr Karel Meltzer vybudoval roku 1893 v jižní části obce poblíž železniční tratě z České Lípy do Nového Boru neobvyklou pseudogotickou stavbu, šestiboký objekt z pískovcových kvádrů s opěrnými pilíři, lomenými okny a nízkou střechou, která jeho závodu sloužila jako vzorkovna vitráží. Námětem soch na sloupech byly alegorie Umění, Vědy, Průmyslu a Obchodu a antické bohyně Flora a Ceres.
Celá stavba, zapsaná do seznamu památek, je v havarijním stavu, řada soch byla odvezena. Stav objektu trpí spory dvou soukromých vlastníků. Vzorkovna přiléhá k podlouhlému venkovskému stavení čp.93, kde mistr a jeho lidé pracovali. Podnikavý Meltzer zde i ve svých dalších provozovnách zaměstnával mnoho různých profesí a také díky tomu své vitráže dodal i na Všeobecnou zemskou výstavu a jubilejní výstavu v Praze. Provozovnu přestěhoval roku 1900 do Žitavy a vzorkovna zde sloužila do roku 1907, kdy majitel zemřel.

## Společenský život
V květnu 2014 se v Okrouhlé konal 12. ročník závodu minikár s účastí 65 závodníků.
V obci se každoročně koná masopust a v srpnu pak HEC-MINITRIATLON s účastí třicítky závodníků a stovky diváků.
Při příležitosti rozsvícení stromu a zahájení adventu lze zde vidět živý orloj.[zdroj?]

## Další údaje
- Středem obce vede hranice východněji situované CHKO České středohoří.
- Vlak do obce nejezdí, nejbližší zastávky na trati 080 jsou vzdáleny zhruba 2 km ve Skalici a v Novém Boru.
- Do obce zajíždí z Nového Boru autobusové linky ČSAD Česká Lípa.
- Přes Okrouhlou nejsou vedeny značené turistické trasy KČT.[9]
- Přes Okrouhlou vede cyklostezka 3054 Polevsko - Provodín
- V obci se nachází senátorská kancelář senátora Jiřího Voseckého.[10]